# Spinoza Színház
A Spinoza Színház a budapesti Dob utcában található magánszínház. 2013 tavasza óta működik. Évi közel 200 előadásával túl van több mint 3000 előadáson, és eddigi látogatottsága megközelítette a 200 000 főt. (2021 évi adat.)

## Profilja, filozófiája
A színház profilja egyedi. Nem klasszikusok és nem is nyugati sikerdarabok dominálják, inkább hazai szerzőktől ad elő érzékeny darabokat, gyakran kényes témában. A színház profilja ugyanakkor szerteágazó: a kabarétól a zenés játékon át a drámákig terjed. Éveken keresztül Bächer Iván 50 politikai kabaréjának adott helyet, a Spinoza az opera tájékára is bemerészkedett (Poppera, Frida, Spinoza és Rembrandt, Mata Hari). Elindított, illetve íratott egy dráma-sorozatot, amiben a nagyvilágban jól, itthon viszont annál kevésbé ismert, ugyanakkor jelentős magyarok életét, munkáját mutatja be (Herzl Tivadar, Pulitzer József, Kálmán Imre, Ferenczi Sándor, Robert Capa, Neumann János).
A Spinoza Színház filozófiája kettős egyrészt a nyílt szabad szellem (ezért is választotta a Spinoza nevet), másrészt a szórakozva tanítás. S mivel a színház a zsidó negyedben működik, ezért a zsidó kultúra is jelen van a színház életében. A színház minden év szeptemberében kéthetes Spinoza Zsidó Fesztivált rendez, ahol a zsidó kultúra szinte valamennyi szegmense szerepet kap (film, kabaré, dráma, zenés játék, koncert, előadás, beszélgetés stb.). A szórakozva tanítás igénye végigvonul a Spinoza színdarabjain, ugyanakkor a szórakoztató felnőttoktatás (life-long learning) is egyre nagyobb szerepet kap a Spinoza profiljában. Néhány példa az elmúlt 18 évből: 100 Popper Péter előadás (pszichológia), 100 Heller Ágnes-előadás (filozófia, politológia), 50 Ungvári Tamás-előadás (irodalomtörténet), több mint 100 Gábor György-előadás (vallástörténet).

## Kapcsolt létesítményei
A színházhoz kapcsolódik a Spinoza Kávéház, ahol minden este élő zongorajátékot adnak. A Spinoza Színház alatt működik még a Lámpás nevű romkocsma, helyet-teret adva ezzel az ifjúságnak is.

## A Spinoza Színház rendszeres fellépői
- Balázs Gábor
- Dénes Gábor
- Dunai Tamás
- Fodor Tamás
- Gábor György
- Gubík Ági
- Gyabronka József
- Hábetler András
- Hajdú László
- Herczenik Anna
- Jávori Ferenc
- Keszei Bori
- Klein Judit
- Kovács István
- Makranczi Zalán
- Neumark Zoltán
- Rangos Katalin
- Sabbathsong Klezmer Band
- Sajgál Erika
- Széll Attila
- Szinetár Dóra